# HD 70982
HD 70982，又名CP-63 940，SAO 250202、HR 3298，是一颗恒星，视星等为6.12，位于銀經278.2，銀緯-15.19，其B1900.0坐标为赤經8h 19m 44s，赤緯-63° -15.19′ 6″。